# Neoplocaederus bennigseni
Neoplocaederus bennigseni es una especie de escarabajo longicornio del género Neoplocaederus, tribu Cerambycini, subfamilia Cerambycinae. Fue descrita científicamente por Kolbe en 1898.

## Descripción
Mide 40-43 milímetros de longitud.

## Distribución
Se distribuye por Etiopía, Kenia y Tanzania.